# Bildungszentrum kvBL
Das Bildungszentrum kvBL  nennt sich seit dem 9. Oktober 2019 Schulen kvBL und ist eine privatrechtlich geführte Organisation mit Sitz im schweizerischen Liestal. An den drei Standorten Liestal, Reinach und Muttenz werden 2000 Lernende von rund 200 Lehrkräften (in 130 Vollzeitstellen) unterrichtet. Die Schulen kvBL führen im Auftrag des Kanton Basel-Landschaft Angebote der kaufmännischen Grund- und Nachholbildung, der Grundbildung im Detailhandel sowie schulische Brücken- und Integrationsangebote.

## Bildungsangebote

### Kaufmännische Grund- und Nachholbildung und Grundbildung im Detailhandel
Die Berufsfachschulen (KBS und BSD) statten ihre Absolventen mit den grundlegenden fachlichen Kompetenzen und den Schlüsselqualifikationen aus, die eine anschliessende Spezialisierung und Vertiefung ermöglichen und Grundlage für eine erfolgreiche berufliche Entwicklung legen. Die Wirtschaftsmittelschule (WMS) schafft mit einer schulischen Ausbildung im kaufmännischen Bereich eine Grundlage für einen erfolgreichen Berufseinstieg und ermöglicht mit der Berufsmaturität ein weiterführendes Studium an der Fachhochschule. Die Berufsmaturitätsausbildung an der BMS ermöglicht besonders begabten und leistungswilligen Jugendlichen über die duale kaufmännische Ausbildung den Eintritt in ein Fachhochschulstudium wirtschaftlicher Richtung. Die Nachholbildungen im kaufmännischen Bereich ermöglichen es erwachsenen Personen Abschlüsse in diesem Bereich nachzuholen.

### Schulische Brückenangebote
Das Schulische Brückenangebot plus modular (SBA plus modular) festigt, erweitert und vertieft das Allgemeinwissen der Lernenden und macht sie fit für eine Berufslehre oder eine weiterführende Schule. Die Kaufmännische Vorbereitungsschule (KVS) stellt den Eintritt in eine dreijährige Grundbildung sicher. Sie befähigt durch berufsspezifische Vorbereitung zur erfolgreichen Absolvierung einer kaufmännischen oder einer verwandten Grundbildung.
Die Berufsvorbereitende Schule (BVS2) führt mit einer vertieften Schulbildung die Lernenden in zwei Jahren zum erfolgreichen Einstieg in einen anspruchsvollen Beruf in den Bereichen Pflege, Soziales oder Informatik, Technik, Elektronik.

## Geschichte
Der im Jahr 1912 gegründete „Kaufmännische Verband Baselland“ führte ab 1918 erste Kurse für das Buchhalterdiplom durch und nahm 1929 die eigentliche Unterrichtstätigkeit im kaufmännischen Bereich auf. In den Folgejahren wurden der Organisation weitere Schulen angegliedert (u. a. Verkaufsschule), im Jahre 1972 die Handelsmittelschule eröffnet und im Jahr 2000 erfolgte die Aufnahme von schulischen Brückenangeboten. Ab 2007 treten die drei Schulen unter dem gemeinsamen Namen Bildungszentrum kvBL auf.

## Organisation
Träger des Bildungszentrum kvBL ist der Kaufmännische Verband Baselland. Der Aufsichts- und Strategierat (ASR) nimmt die strategischen, koordinierenden und beratenden Aufgaben wahr und übt die Aufsicht über die Geschäftsführung aus. Die Führungskonferenz (FK), bestehend aus den drei Rektoren der Schulorte, dem Leiter Weiterbildung und dem Leiter Finanzen & Services bildet die Geschäftsleitung und ist als oberstes Organ für die operative Führung des Bildungszentrum kvBL zuständig und verantwortlich.